# Lawson Aiguilles
Die Lawson Aiguilles sind eine Reihe spitzer und bis zu 481 m hoher Berggipfel im ostantarktischen Mac-Robertson-Land. In den Gustav Bull Mountains ragen sie im südlichen Teil des Mount Rivett auf.
Wissenschaftler der Australian National Antarctic Research Expeditions nahmen 1962 und 1967 Vermessungen vor. Das Antarctic Names Committee of Australia benannte sie nach Edgar J. Lawson, Dieselaggregatmechaniker auf der Mawson-Station im Jahr 1967, der an den Vermessungsarbeiten beteiligt war.